# ソールズベリー・ステーキ

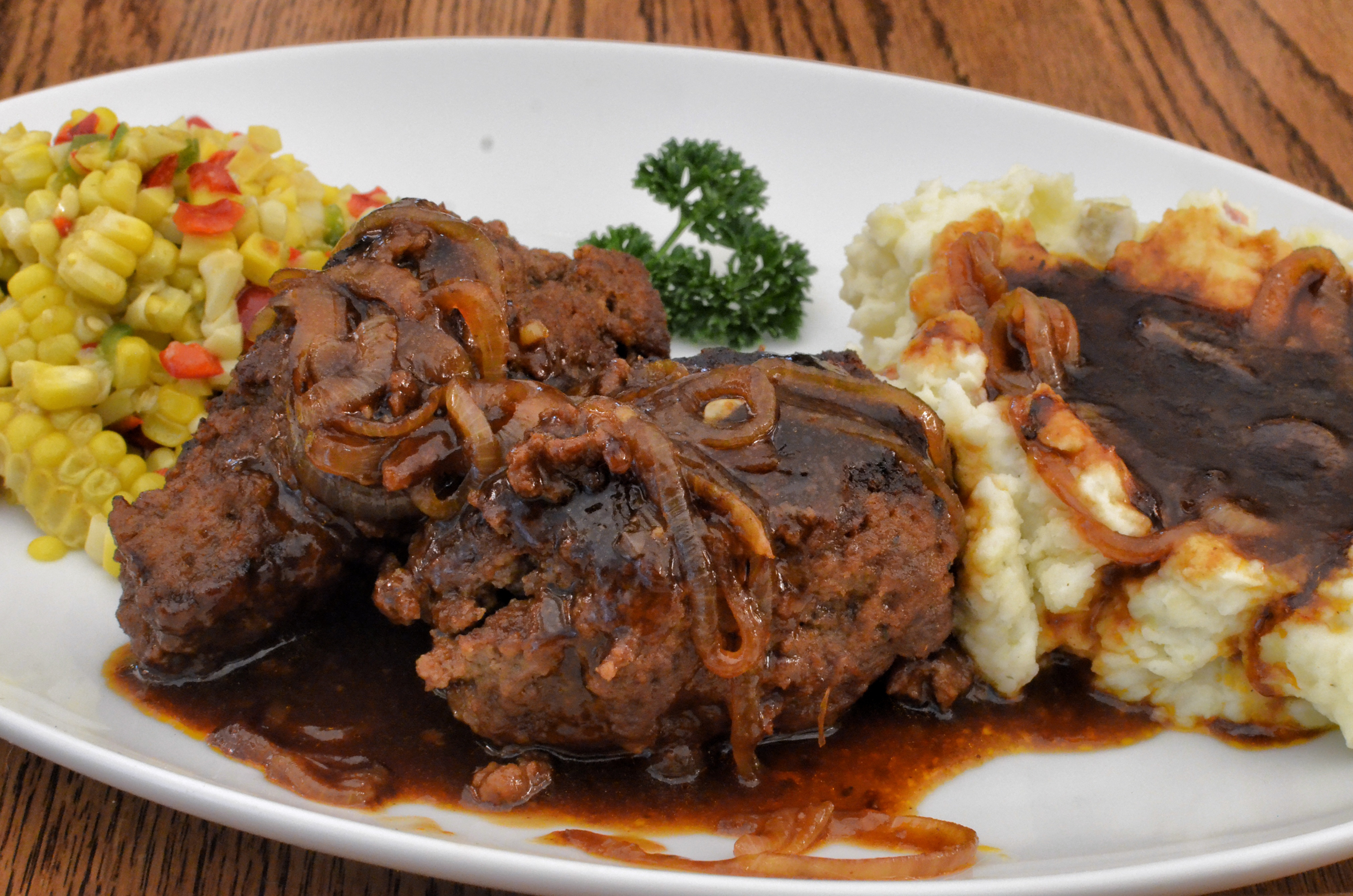
ソールズベリー・ステーキ

ソールズベリー・ステーキ (Salisbury steak) は、米国発祥の肉料理である。牛挽肉にタマネギなどを混ぜて成形したものを焼いたもので、グレイビーソースまたはブラウンソースを添えて供する。
ハンバーグステーキとよく似ているが、材料はいくぶん異なっている。 

## 歴史

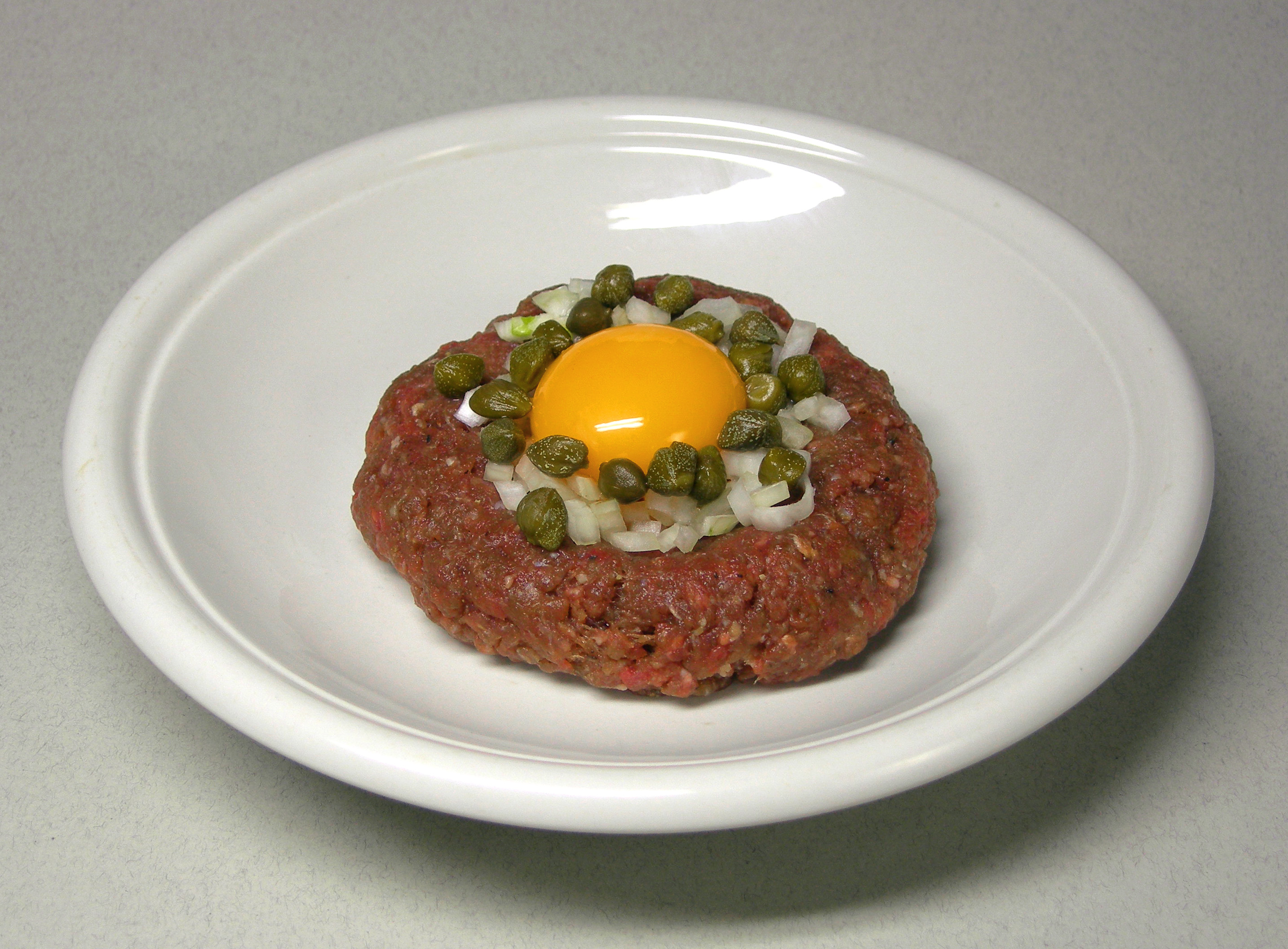
モンゴルのタルタルステーキ

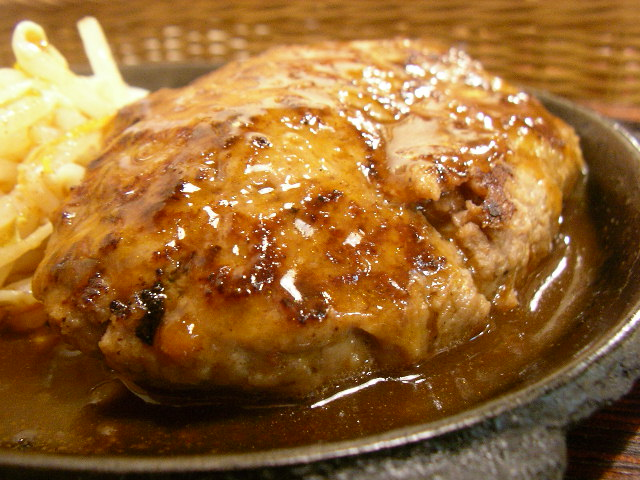
ハンバーグステーキは、ドイツ貴族の間で遅くとも17世紀から「フリカデッレ」という名前で食されている

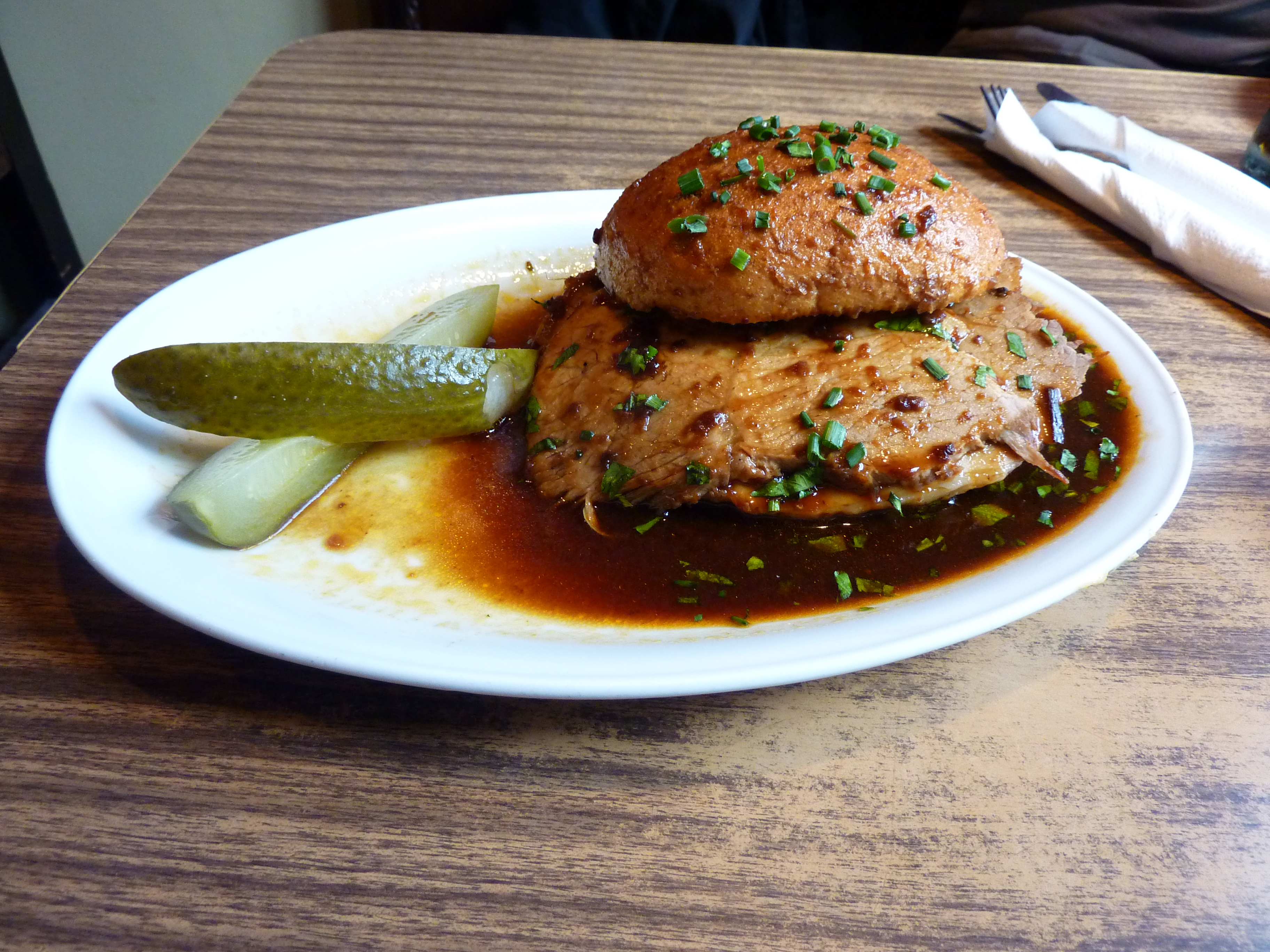
「ハンバーガー・ルントシュテュック」は早くも1869年には一般的な料理で、現在のハンバーガーの元になったと考えられている

米国でソールズベリー・ステーキが考案される前から、ヨーロッパでもよく似た料理が広く食されていた。たとえば4世紀頃の古代ローマのレシピ集『アピキウス』には、isicia omentata という料理が詳述されている。isicia omentata は挽いたり刻んだりした牛肉に松の実、ブラックペッパーとグリーンペッパー、白ワインを加えたパテを焼いて供するもので、ハンバーグの最古の例と考えられている。12世紀のモンゴル系遊牧民は、馬乳酒と馬肉またはラクダ肉で作る料理を西方に伝えた。チンギス・カン率いるモンゴル軍は、現在のロシアやウクライナ、カザフスタンにまで至る広大な版図をもつジョチ・ウルスを築き上げた。モンゴル軍は騎兵を主とし、時に食事をする間を惜しんで行軍することもあったため、馬上で食べることも多かった。モンゴル兵は鞍の下に薄く切った肉を何枚か挟んでおき、行軍による動きや圧力で挽きつぶし、熱や摩擦で調理された状態になるよう工夫していた。モンゴル帝国の版図には、こうして作られた挽肉を用いるレシピが広く伝わったのである。モンゴル軍は、食料となる馬や羊、牛の群れを軍勢に伴っており、マルコ・ポーロはモンゴル兵の食糧事情について、1頭の馬は兵士100人の1日分の糧食にあたると記している。 
チンギス・カンの孫クビライの軍勢はルーシにまで及んだが、その際にミンチにした馬肉がもたらされた。ルーシ人はモンゴルなど東方の遊牧民をタタールと呼んでいたことから、馬挽肉を用いた料理をタルタルステーキと呼ぶようになった。現在のドイツにあたる地域でも挽肉料理が取り入れられ、ケッパーやタマネギ、さらにはキャビアを加えたものが通りで売られるなど、独自の発展を遂げた 。ハンブルクソーセージは1763年にハナー・グラスが著した "Art of Cookery, Made Plain and Easy" という料理書に現れるのが初出で、挽肉にナツメグやクローブ、ブラックペッパー、ニンニクなどのさまざまなスパイスと塩を加えて作り、トーストを添えるとされている。 それ以外にも、ミートローフやセルビアのプルジェスカヴィカ、中東のキョフテのほか、ミートボールなど各国に挽肉で作る料理が存在する。 

### ハンブルクとその港

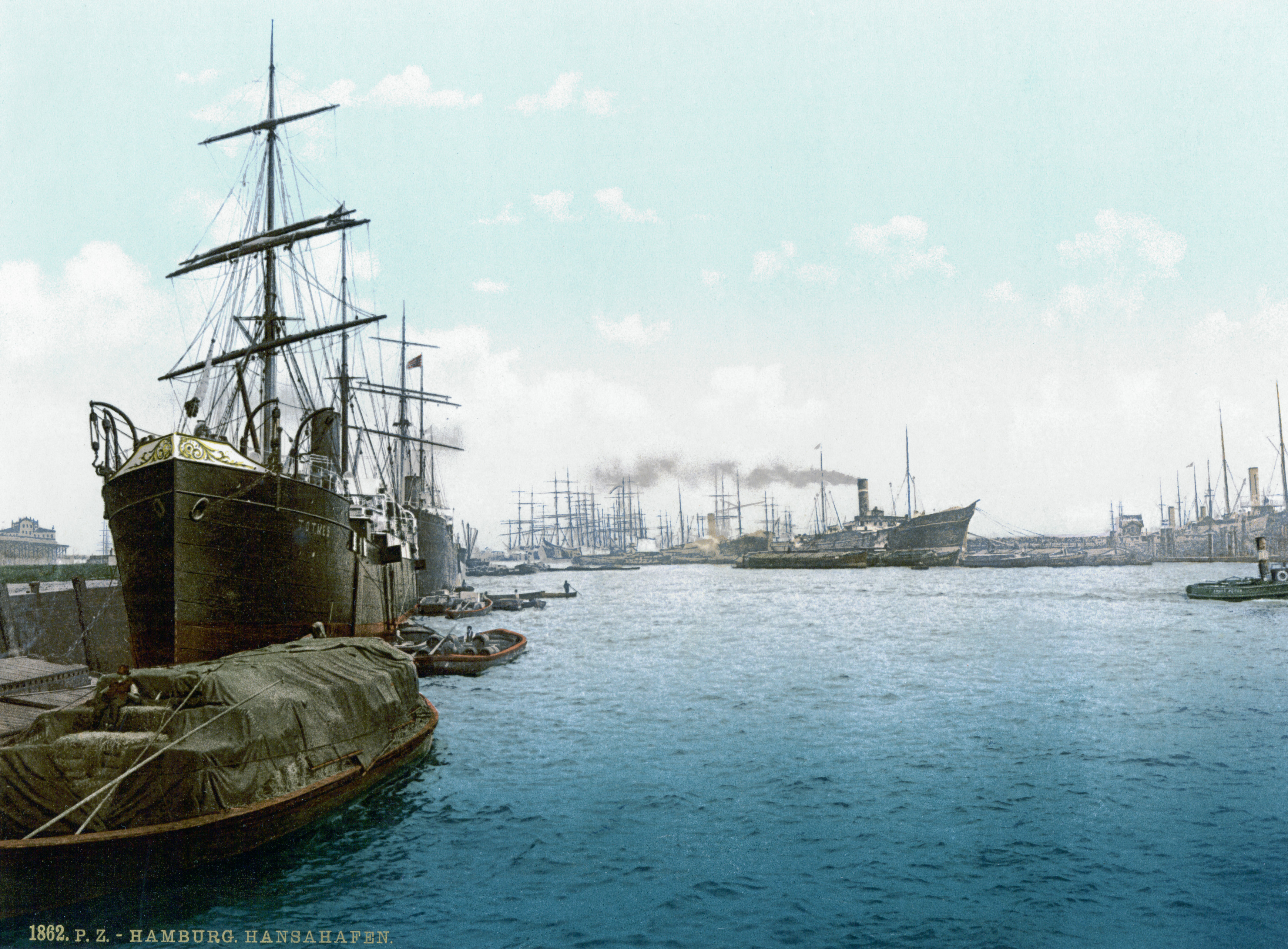
1890年代のハンブルク港

中世料理において挽肉は珍味の部類であり、赤身肉は上流階級の口にしか入らなかった。保存食としてのソーセージづくりでは挽肉を使うことはなかったためか、中世には肉屋が挽肉を作ることはほとんどなく、当時の料理書にも挽肉は出てこない。時代が進んで17世紀になると、ロシア船がハンブルク港にタルタルステーキのレシピを持ち込んだ。当時ハンブルク港はロシア人が多く住んでいたため「ロシアの港」と呼ばれるほどであった。13世紀から17世紀にかけて、ハンブルクはハンザ同盟に属する自由都市としてヨーロッパ随一の港湾都市となっていたが、大西洋横断航海の拠点ともなることから商業的な重要性はますます高まっていた。ヨーロッパ諸国がアメリカ大陸に進出するようになると、ハンブルクへの移民が旧大陸のレシピを新大陸に伝える架け橋の役割を担うようになった。 
19世紀前半に新世界を目指したヨーロッパ移民のほとんどは、ハンブルクから旅立っていった。1847年に創業したハンブルク・アメリカ小包輸送株式（HAPAG、現在も存在する海運会社ハパックロイドの前身）は、ほぼ1世紀にわたって大西洋横断航路を担っていた。同社がドイツ1848年革命を逃れた多くのドイツ系移民を雇っていたことと、ニューヨークがハンブルク発の大西洋横断客船の寄港地であったことから、ニューヨーク市内の多くのレストランがドイツ人船員を呼び込むためにハンブルク風ステーキを出すようになった。メニューにはハンブルク風アメリカン・フィレ、果てはビーフステーク・ア・アンブルジョワーズ（beefsteak à Hambourgeoise、フランス料理のような語感としたもの）などと書かれていた。このように、アメリカにおける牛挽肉料理は、ハンブルク港や移民の故地の追憶を呼ぶものとしてヨーロッパからの移民の好みに合わせて発展していった。

### ハンバーグステーキ
19世紀後半、ニューヨーク港界隈の多くの上流階級用レストランでハンバーグがメニューに加わり、人気を博していた。当時は牛肉を手作業で刻み、軽く塩漬けにするか燻製したものを、タマネギとパン粉と一緒に生で供するものだった。ハンバーグステーキが最初に登場するのは1873年のデルモニコスのメニューで、アメリカ人シェフのチャールズ・ランホーファーが考案したハンバーグステーキを11セントで出していた。これは高価で、当時は普通の牛ヒレ肉の2倍もの価格で富裕層向けのメニューだった。しかし、19世紀末までにはハンバーグステーキは準備が簡単で安価に作れることから人気を集めるようになり、当時の有名な料理本でも詳細に取り上げられるほどだった。1887年頃までには一部のレストランで事前に準備したものを供するようになり、病院の入院食にもなった。ハンバーグステーキは生あるいは軽く火を通して、生卵を添えて供された。 
19世紀のアメリカの上流階級向けのレストランの多くでは、朝食のメニューによくハンバーグステーキが載っていた。

### ソールズベリー博士
ソールズベリー・ステーキはこのような挽肉料理の発展の流れの中で生まれたもので、アメリカの医師・薬剤師であるジェームズ・ソールズベリー博士が健康増進のために肉類を中心とした食餌として提唱したものが初まりである。ソールズベリー・ステーキという名前は、1897年から使われている。 
ソールズベリー博士は消化器系疾患の治療時の栄養補給のため、今日普通に食べるソールズベリー・ステーキとはやや異なるレシピを推奨していた。 
ソールズベリー・ステーキは、アメリカではいまでも定番料理で、伝統的にグレイビーソースとマッシュポテトまたはパスタが添えられる。

## 米国のパッケージ製品用規格
米国農務省基準では、ソールズベリー・ステーキには最低65パーセントの肉を使い、豚肉は25パーセントまで、ただし脱脂牛肉・脱脂豚肉を使う場合は合わせて12パーセントまでと定められている。脂肪分は30パーセント以下で、牛心臓肉以外の内臓肉などを使ってはならない。パン粉や小麦粉、オート麦フレークなどの増量材は12パーセントまでとされ、大豆タンパクを使う場合は6.8パーセントまでとなる。残りは調味料、タマネギやピーマン、マッシュルームなどの野菜、卵などのつなぎや牛乳・クリームなどとなる。「ソールズベリー・ステーキ」と表示する製品は完全に火が通っていなければならず、そうでない場合は「ソールズベリー・ステーキ用パテ ("Patties for Salisbury Steak")」と表示しなければならない。
一方、ハンバーガーの基準では、肉は牛肉、しかも骨格筋のみに限られている。塩や野菜、調味料を加えてもよいが、つなぎやパン粉などの増量材を加えたものは「ハンバーガー」あるいは「バーガー」と呼ぶことは許されず、「ビーフパテ」として販売しなければならない。

## 類似の料理
ハンバーグステーキは大変よく似た料理である。 
スウェーデンでは、 ソールズベリー・ステーキに似たパンビフ (Pannbiff) という料理が食されている。これは豚挽肉・牛挽肉と、タマネギのみじん切り、塩・コショウで作るもので、ゆでたジャガイモとクリームで作ったグレイビーソース、炒めたタマネギとコケモモを添える。    
ロシア料理のコトレタルブレナーヤ (котлетарубленая、kotleta rublenaya、ミンチのカツレツ) は19世紀後半から定番となっている。当時は高価だったので、富裕層しか食べられなかった。ソールズベリー・ステーキと似ているが、牛肉だけで作られることはめったになく、通常は豚肉または合い挽き肉で作られる。塩とコショウで味付けした肉に、細かく刻んだタマネギ (揚げタマネギを入れる場合もある) やニンニク、つなぎとして卵と牛乳に浸したパンくずを混ぜて作ったパテを卵型に分け、軽くパン粉をまぶして植物油で揚げ焼きにする。日本のメンチカツは Minced cutlet を音訳したもので、コトレタルブレナーヤがあくまで少量の油で揚げ焼きにするのに対して、メンチカツはクロケットのように多めの油でしっかり揚げるという点以外はよく似た料理である。